# Torre Orsaia
Torre Orsaia – miejscowość i gmina we Włoszech, w regionie Kampania, w prowincji Salerno.
Według danych na rok 2004 gminę zamieszkiwały 2394 osoby, 104,1 os./km².